# چیائو یونپینگ
چیائو یونپینگ (انگلیسی: Qiao Yunping؛ زادهٔ ۱۳ سپتامبر ۱۹۶۸) بازیکن تنیس روی میز اهل چین بود.
وی در مسابقات کشوری و بین‌المللی در مجموع برندهٔ ۲ مدال طلا، ۲ مدال نقره، ۳ مدال برنز شده‌است.